# 陈勉 (少将)
陈勉（1962年3月—）内蒙古科尔沁人，中国人民解放军少将。

## 生平
2013年，陈勉任中国人民解放军外国语学院政治委员。2017年，当选解放军中共十九大代表。同年，出任新组建的中国人民解放军战略支援部队信息工程大学政治委员。
2015年晋升中国人民解放军少将军衔。